# آنگاریا
آنگاریا (به لاتین: Angaria) یک منطقهٔ مسکونی در بنگلادش است که در ناحیه شریعت‌پور واقع شده‌است.